# Lijst van voetbalinterlands China - Hongarije
Deze lijst van voetbalinterlands is een overzicht van alle officiële voetbalwedstrijden tussen de nationale teams van China en Hongarije. De landen hebben tot op heden een keer tegen elkaar gespeeld. Dat was een vriendschappelijke wedstrijd in Tianjin op 1 juni 2004.

## Wedstrijden
| № | Plaats  | Datum       | Competitie        | Wedstrijd         | Uitslag |
| - | ------- | ----------- | ----------------- | ----------------- | ------- |
| 1 | Tianjin | 1 juni 2004 | Vriendschappelijk | China − Hongarije | 2 − 1   |

## Samenvatting
| Competitie        | Totaal gespeeld | Winst China | Gelijk | Winst Hongarije | Doelsaldo China – Hongarije |
| ----------------- | --------------- | ----------- | ------ | --------------- | --------------------------- |
| Vriendschappelijk | 1               | 1           | 0      | 0               | 2 − 1                       |
| Totaal            | 1               | 1           | 0      | 0               | 2 − 1                       |

Wedstrijden bepaald door strafschoppen worden, in lijn met de FIFA, als een gelijkspel gerekend.